# Sécession houtsoule
La Sécession houtsoule, également appelée style des Carpates ou style de la Galicie orientale, est un style architectural qui s'est développé en Galicie orientale, surtout à Lviv, à partir de la fin du XIXe siècle.

## Histoire
Le style de la « Sécession houtsoule » résulte de la première tentative d'un style national ukrainien, qui émerge à la fin du XIXe et au début du XXe siècle. Le style est basé sur l'architecture populaire locale, mais incorpore des éléments d'autres styles régionaux de la Sécession. Plus précisément, la Sécession de Vienne associée à l'architecture populaire des montagnards Houtsoules forme la base de la Sécession houtsoule. Le représentant le plus éminent des architectes de la Sécession houtsoule est Ivan Levynskyi, qui dirige un cabinet de plusieurs autres architectes, dont Tadeusz Obmiński, Oleksandr Lushpynskyi et Lev Levynskyi.

## Caractéristiques
Le style de la sécession houtsoule se manifeste par de grands toits en pente aux contours élaborés. Les bâtiments sont souvent surmontés de tours semblables aux clochers des églises houtsoules. La gamme de couleurs et de décorations de l'utilisation des métaux et de la céramique dans les aspects décoratifs des bâtiments est également tirée de l'architecture populaire houtsoule. Les formes des fenêtres, des auvents et des portes ont une grande souplesse, incarnant les formes expressives de ce mouvement architectural.

## Exemples

### Première polyclinique municipale

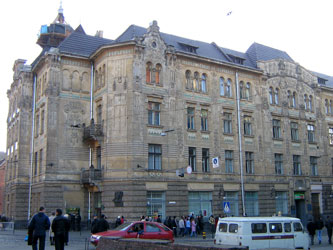
Première polyclinique municipale, 1906.

La première polyclinique municipale est un bâtiment de quatre étages construit en 1906. Le bâtiment est conçu par les architectes Ivan Levynskyi et Tadeusz Obmiński. Il est aujourd'hui inscrit comme monument architectural. C'était anciennement le bâtiment de la compagnie d'assurance Dnister ; il joue un rôle important dans la communauté culturelle ukrainienne dans les années qui suivent sa construction. Dans les années 1950, le bâtiment est repensé, perdant presque tout l'intérieur d'origine. Il a accueilli un comité régional du Parti communiste ainsi que plusieurs autres équipements et magasins communautaires à l'époque de la guerre froide. Il abrite actuellement une clinique, un gymnase, une pharmacie et un atelier de reliure.

### Bourse des diacres de la cathédrale Sainte-Youra
La bourse des diacres de la cathédrale Saint-Youra est conçue par Tadeusz Obmiński, et achevée en 1904 . Les décorations de la façade, en particulier sous les fenêtres et le toit, sont inspirées par la broderie traditionnelle ukrainienne. Les couleurs des carreaux décoratifs du bâtiment sont le marron, le jaune, le vert et le blanc, rappelant également les couleurs traditionnelles de l'art populaire houtsoule.

### Clinique Solecki

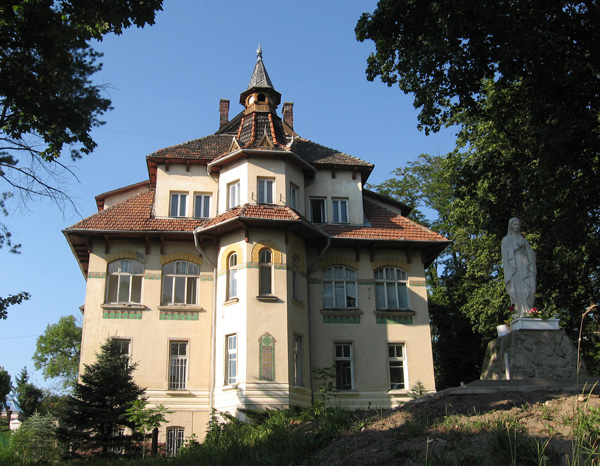
Clinique Solecki, 1908.

La clinique Solecki est conçue par Oleksandr Lushpynskyi, et terminée en 1908. Le bâtiment appartenait à Kazimierez Solecki, dont il tire son nom, jusqu'à la Première Guerre mondiale. Il a été construit pour être un sanatorium pour la Croix-Rouge . Alors que le bâtiment est construit dans le style Art Nouveau, il a cependant incorporé des motifs de la Sécession houtsoule.

### Dortoir de la maison académique
Le dortoir de la maison académique est un projet conjoint entre plusieurs architectes de la société Levynskyi. Il est achevé en 1906. Ce bâtiment associe l'ornementation du style Houtsoule avec les éléments sous-jacents du style Zakopene. Le bâtiment sert de centre universitaire pour les étudiants de Lviv.

### Bourse de l'Institut national de la maison
La bourse de l'Institut national de la maison était un autre projet de l'entreprise de Levynskyi. Achevé en 1907, il sert de dortoir pour les garçons de l'Institut national de la maison. Le bâtiment pouvait accueillir plus de 200 étudiants.